# ヒメスイバ
ヒメスイバ（姫酸葉、学名: Rumex acetosella）は、タデ科ギシギシ属の多年草。和名は小さいスイバの意。英名は「ヒツジのスイバ」の意。ユーラシア原産だが、北半球の温帯に広く分布している。田畑や道端によく見られる。シュウ酸を含むため葉に酸味があり、家畜があまり食べないので牧草地では害草として扱われることがある。

## 形態・生態
道端や荒れ地などに生える多年草。根茎は地下を横走して多く分枝する。
葉は、スイバのそれを小さくしてやや縦長にした矢尻型。根生葉は多数あり柄がつく。葉身は長さ2 - 6センチメートル (cm) 、幅0.5 - 3 cmで葉先は尖り、基部は矛形で左右に突起が張り出す。冬期はロゼット状あるいは地下部のみで休眠しており、春から初夏にかけて花茎を中臺（ちゅうだい）させる。茎葉は上部のものほど小さくなり、最上部の葉は基部細まって無柄になる。
花期は4 - 7月。雌雄異株で、性別は性染色体によって決定される。茎上部に円錐状の花序が生じ、一つの花茎には数百個の小花が咲く。雄花は径3ミリメートル (mm) ほどで、花被片は6枚、雄蕊は6本で葯は黄色。花粉は風によって運ばれる風媒である。雄花の葯は微風によってもたやすく揺れ、花粉散布に適している。雌花は径2 mmほどで、花被片は6枚で赤色を帯び、花柱は3本、柱頭は赤色で先端が房状となる。雄花には、大きな萼片がありしばしば赤く色づくが、昆虫の訪問はほとんどない。雌花の萼片は目立たない。まとまった群落では花期には花序が目立ち、赤あるいはオレンジ色に染まる。
果実は痩果で、長さ1 - 1.5 mmの3稜形。染色体数は、2 n=14, 28, 41, 42, 43。種子には散布のための器官はない重力散布である。しばしば埋土種子として地中に残る。横走根によって無性繁殖する。ベニシジミの食草である。
シュウ酸を含むので料理の酸味づけやチーズ作りの凝固剤として用いられることがあるが、多量に摂取すると中毒の恐れがある。

## 日本とヒメスイバ
ヒメスイバは、日本へは明治時代初期に渡来したものと推定され、北海道から琉球にかけて分布する。現在は日本各地の道端や公園、荒れ地などでよく見られる。